# DFB-Pokal 2022-2023
La DFB-Pokal 2022-2023 è stata la 80ª edizione della Coppa di Germania. È iniziata il 29 luglio 2022 e si è conclusa il 3 giugno 2023 con la vittoria del RB Lipsia, alla seconda affermazione nella sua storia.

## Calendario
| Turno            | Sorteggio        | Partite                                     |
| ---------------- | ---------------- | ------------------------------------------- |
| Primo turno      | 29 maggio 2022   | 29 luglio-1 agosto e 30-31 agosto 2022      |
| Secondo turno    | 4 settembre 2022 | 18-19 ottobre 2022                          |
| Ottavi di finale | 23 ottobre 2022  | 31 gennaio e 1-7 e 8 febbraio 2023          |
| Quarti di finale | 19 febbraio 2023 | 4-5 aprile 2023                             |
| Semifinali       | 9 aprile 2023    | 2-3 maggio 2023                             |
| Finale           | 9 aprile 2023    | 3 giugno 2023 all'Olympiastadion di Berlino |

## Squadre partecipanti
La competizione si svolge su sei turni ad eliminazione a gara secca. Sono 64 le squadre qualificate al torneo:
| Bundesliga tutte le squadre dell'edizione 2021-2022 | 2. Bundesliga tutte le squadre dell'edizione 2021-2022 | 3. Liga le prime 4 classificate dell'edizione 2021-2022              | Rappresentanti regionali 24 club vincitori delle coppe organizzate dai 21 comitati regionali della DFB nella stagione 2021-2022, più un club aggiuntivo a testa per i 3 comitati con più squadre qualificate. |
| - Augusta - Hertha Berlino - Union Berlino - Arminia Bielefeld - Bochum - Borussia Dortmund - Eintracht Francoforte - Friburgo - Greuther Fürth - Hoffenheim - Colonia - RB Lipsia - Bayer Leverkusen - Magonza - Borussia M'gladbach - Bayern Monaco - Stoccarda - Wolfsburg | - Erzgebirge Aue - Werder Brema - Darmstadt - Dinamo Dresda - Fortuna Düsseldorf - Amburgo - Hannover 96 - Heidenheim - Ingolstadt 04 - Karlsruhe - Holstein Kiel - Norimberga - Paderborn - Jahn Ratisbona - Hansa Rostock - Sandhausen - Schalke 04 - St. Pauli | - Magdeburgo - Eintracht Braunschweig - Kaiserslautern - Monaco 1860 | - Baden settentrionale - Waldhof Mannheim - Baviera - Illertissen - Bayreuth - Berlino - Viktoria Berlino - Brandeburgo - Energie Cottbus - Brema - Bremer SV - Amburgo - Teutonia Ottensen - Assia - Kickers Offenbach - Meclemburgo-Pomerania Anteriore - Neustrelitz - Renania centrale - Viktoria Colonia - Renania meridionale - Straelen - Bassa Sassonia - Rehden - BW Lohne - Renania-Palatinato - Engers - Saarland - Elversberg - Sassonia - Chemnitz - Sassonia-Anhalt - Einheit Wernigerode - Schleswig-Holstein - Lubecca - Baden meridionale - Oberachern - Sud ovest - Schott Magonza - Turingia - Carl Zeiss Jena - Vestfalia - Rödinghausen - Kaan-Marienborn - Württemberg - Kickers Stoccarda |

## Primo turno
| Squadra 1              | Risultato       | Squadra 2             |
| ---------------------- | --------------- | --------------------- |
| 29 luglio 2022         |                 |                       |
| Kaan-Marienborn        | 0 - 2           | Norimberga            |
| Neustrelitz            | 0 - 8           | Karlsruhe             |
| Dinamo Dresda          | 0 - 1           | Stoccarda             |
| Monaco 1860            | 0 - 3           | Borussia Dortmund     |
| 30 luglio 2022         |                 |                       |
| Straelen               | 3 - 4           | St. Pauli             |
| Viktoria Berlino       | 0 - 3           | Bochum                |
| Elversberg             | 4 - 3           | Bayer Leverkusen      |
| Illertissen            | 0 - 2           | Heidenheim            |
| Lubecca                | 1 - 0           | Hansa Rostock         |
| Bayreuth               | 1 - 3 (dts)     | Amburgo               |
| Einheit Wernigerode    | 0 - 10          | Paderborn             |
| Jahn Ratisbona         | 2 - 2 (4-3 dtr) | Colonia               |
| Kickers Stoccarda      | 2 - 0           | Greuther Fürth        |
| Kickers Offenbach      | 1 - 4           | Fortuna Düsseldorf    |
| Carl Zeiss Jena        | 0 - 1           | Wolfsburg             |
| 31 luglio 2022         |                 |                       |
| Rehden                 | 0 - 4           | Sandhausen            |
| Bremer SV              | 0 - 5           | Schalke 04            |
| Kaiserslautern         | 1 - 2 (dts)     | Friburgo              |
| Blau-Weiß Lohne        | 0 - 4           | Augusta               |
| Engers                 | 1 - 7           | Arminia Bielefeld     |
| Oberachern             | 1 - 9           | Borussia M'gladbach   |
| Rödinghausen           | 0 - 2 (dts)     | Hoffenheim            |
| Schott Magonza         | 0 - 3           | Hannover 96           |
| Eintracht Braunschweig | 4 - 4 (6-5 dtr) | Hertha Berlino        |
| Waldhof Mannheim       | 0 - 0 (5-3 dtr) | Holstein Kiel         |
| Erzgebirge Aue         | 0 - 3           | Magonza               |
| 1 agosto 2022          |                 |                       |
| Energie Cottbus        | 1 - 2           | Werder Brema          |
| Ingolstadt 04          | 0 - 3           | Darmstadt             |
| Chemnitz               | 1 - 2 (dts)     | Union Berlino         |
| Magdeburgo             | 0 - 4           | Eintracht Francoforte |
| 30 agosto 2022         |                 |                       |
| Teutonia Ottensen      | 0 - 8           | RB Lipsia             |
| 31 agosto 2022         |                 |                       |
| Viktoria Colonia       | 0 - 5           | Bayern Monaco         |

## Secondo turno
| Squadra 1              | Risultato       | Squadra 2             |
| ---------------------- | --------------- | --------------------- |
| 18 ottobre 2022        |                 |                       |
| Kickers Stoccarda      | 0 - 2           | Eintracht Francoforte |
| Waldhof Mannheim       | 0 - 1           | Norimberga            |
| Lubecca                | 0 - 3           | Magonza               |
| RB Lipsia              | 4 - 0           | Amburgo               |
| Eintracht Braunschweig | 1 - 2           | Wolfsburg             |
| Hoffenheim             | 5 - 1           | Schalke 04            |
| Elversberg             | 0 - 1           | Bochum                |
| Darmstadt              | 2 - 1           | Borussia M'gladbach   |
| 19 ottobre 2022        |                 |                       |
| Friburgo               | 2 - 1 (dts)     | St. Pauli             |
| Hannover 96            | 0 - 2           | Borussia Dortmund     |
| Paderborn              | 2 - 2 (5-4 dtr) | Werder Brema          |
| Sandhausen             | 2 - 2 (8-7 dtr) | Karlsruhe             |
| Union Berlino          | 2 - 0           | Heidenheim            |
| Stoccarda              | 6 - 0           | Arminia Bielefeld     |
| Jahn Ratisbona         | 0 - 3           | Fortuna Düsseldorf    |
| Augusta                | 2 - 5           | Bayern Monaco         |

## Ottavi di finale
| Squadra 1             | Risultato       | Squadra 2          |
| --------------------- | --------------- | ------------------ |
| 31 gennaio 2023       |                 |                    |
| Paderborn             | 1 - 2           | Stoccarda          |
| Union Berlino         | 2 - 1           | Wolfsburg          |
| 1 febbraio 2023       |                 |                    |
| RB Lipsia             | 3 - 1           | Hoffenheim         |
| Magonza               | 0 - 4           | Bayern Monaco      |
| 7 febbraio 2023       |                 |                    |
| Sandhausen            | 0 - 2           | Friburgo           |
| Eintracht Francoforte | 4 - 2           | Darmstadt          |
| 8 febbraio 2023       |                 |                    |
| Norimberga            | 1 - 1 (5-3 dtr) | Fortuna Düsseldorf |
| Bochum                | 1 - 2           | Borussia Dortmund  |

## Quarti di finale
| Squadra 1             | Risultato | Squadra 2         |
| --------------------- | --------- | ----------------- |
| 4 aprile 2023         |           |                   |
| Eintracht Francoforte | 2 - 0     | Union Berlino     |
| Bayern Monaco         | 1 - 2     | Friburgo          |
| 5 aprile 2023         |           |                   |
| Norimberga            | 0 - 1     | Stoccarda         |
| RB Lipsia             | 2 - 0     | Borussia Dortmund |

## Semifinali
| Squadra 1     | Risultato | Squadra 2             |
| ------------- | --------- | --------------------- |
| 2 maggio 2023 |           |                       |
| Friburgo      | 1 - 5     | RB Lipsia             |
| 3 maggio 2023 |           |                       |
| Stoccarda     | 2 - 3     | Eintracht Francoforte |

## Finale
| Arbitro: | Daniel Siebert (Berlino) |

|                           |           |  |
| Nkunku 71’ Szoboszlai 85’ | Marcatori |  |